# Fujitsu Siemens Computers

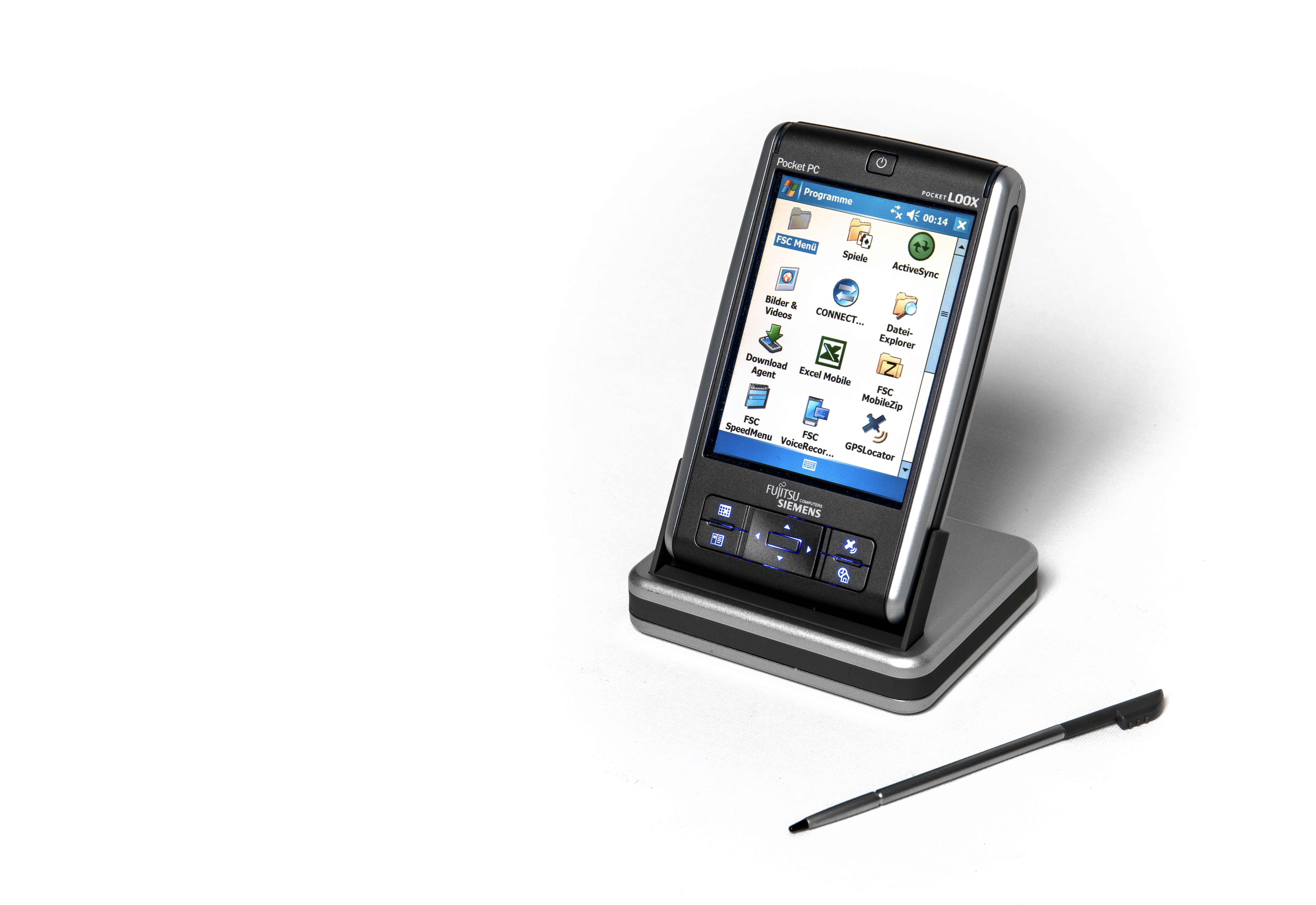
Pocket LOOX

Fujitsu Siemens Computers, tysk-japansk datortillverkare, grundad 1999
Fujitsu Siemens Computers skapades 1999 som ett samriskföretag mellan tyska Siemens AG och japanska Fujitsu. Bakom företaget låg båda företagens vilja att positionera sig starkare på världsmarknaden.
Siemens AG sålde sin andel av företaget till Fujitsu och från och med den 1 april 2009 är företaget helägt av Fujitsu. För att markera detta bytte företaget namn till Fujitsu Technology Solutions.